# 徳川家治
徳川 家治（とくがわ いえはる）は、江戸幕府の第10代将軍（在任：宝暦10年（1760年） - 天明6年（1786年））である。第9代将軍・徳川家重の長男。

## 生涯

### 将軍世子
元文2年（1737年）5月22日、第9代将軍・徳川家重の長男として江戸城西ノ丸にて生まれる。母は梅渓通条の娘・梅渓幸子（至心院）。幼名は竹千代。
幼少時よりその聡明さから、第8代将軍であった祖父・吉宗の期待を一心に受け寵愛されて育った。吉宗は死亡するまで、家治に直接の教育・指導を行った。それは、言語不明瞭だった家重に伝授できなかった帝王学の類を教えるためでもあった。家治は文武に明るかったが、これも吉宗の影響が非常に大きい。寛保元年 （1741年）8月12日、元服して権大納言に叙任する。
延享2年（1745年）に祖父の吉宗が将軍職から退いて父の家重が将軍に就任した際、吉宗は大御所として江戸城西の丸に移ったが、それから吉宗が没するまでの6年間、家治を自らの傍に常に侍らせて将軍となるべき心得を常に指導したという。吉宗だけでなく、儒臣の成島道筑らに和漢の典籍を進講させたり、中島常房に鉄砲術を伝授させたりして、家治に教育を施したという。
宝暦4年（1754年）12月に閑院宮直仁親王の第6王女・五十宮倫子女王と結婚した。

### 将軍就任と治世
宝暦10年（1760年）2月4日、右近衛大将をそれまでの官位と兼任の形で叙任。5月13日、父の隠居により徳川宗家の家督を相続し、9月2日には正式に将軍宣下を受けて第10代将軍職を継承し、正二位・内大臣に昇叙する。
将軍の代替わりごとに実施される諸国巡見使の任命は宝暦10年（1760年）7月11日に、武家諸法度の公布は宝暦11年（1761年）2月21日にそれぞれ滞りなく行なわれている。
父の遺言に従い、田沼意次を側用人に重用し、老中・松平武元らと共に政治に励んだ。しかし松平武元が死亡すると、田沼を老中に任命し幕政を任せ、次第に自らは将棋などの趣味に没頭することが多くなった。竹内誠は家治が親政しなかった理由について以下のように見解を述べている。
つまり竹内は、家治は聡明であって政治的にそれなりの野心があったとしても、当時の官僚機構が既に将軍をして政治的行動を十全に発揮させぬ仕組みになっていたというのである。
竹内は家治を鎌倉幕府の第3代将軍・源実朝と同様の、政治家が政治活動できぬ立場に閉じ込められた状態で、そのために文化的行動に活動を見出したのだとしている。家治の趣味は将棋が有名だが、実は絵画にもかなりの腕前を持っていた。家治は自らが描いた絵を朝廷、御三家、老中、側近や多くの家臣に対して贈っているが、その落款に「政事之暇」「忠賢惟所親」「天之祐」「明徳」「天保」「良哉」「梅風薫四方」「雲接蓬莱常五色」など数種を用い、家治が特に気に入った絵には「政事之暇」、不満足あるいは出来の悪い絵には「梅風薫四方」を押したという。竹内は家治が用いた落款、特に絵の出来不出来で用いた「政事之暇」を押した心境は極めて意味深長であり、示唆的であるとしている。
安永8年 （1779年）2月、世子・徳川家基が18歳で急死した。家治には他に男子が無く、家治の弟である重好も子供がいなかったことから、将軍継嗣問題が発生する。家治は安永10年（1781年）2月に家基の3回忌法要を済ませた後、4月に将軍継嗣となるべき養子の人選係を老中の田沼意次、若年寄の酒井忠休、留守居の依田政次の3名に命じた。この結果、閏5月18日に御三卿の一橋徳川家の徳川治済の嫡子である豊千代に決定し、11月2日に豊千代は家斉と改名し、天明2年（1782年）4月2日に従二位権大納言に叙任された。この際に家斉を将軍継嗣とした立役者は田沼意次であり、天明元年（1781年）7月15日に将軍養子人選の労を家治に賞されて、1万石の加増を受けている。竹内誠はこの継嗣決定に何か裏があり、意次の弟・意誠やその子・意致らが家老として一橋徳川家と通じていたことから、意次と治済が必然的に将軍継嗣を出す素地を作り出していたとしている。

### 最期
天明6年（1786年）8月25日に江戸城で死去。享年50（満49歳没）。死因は脚気衝心（脚気による心不全）と推定されている。
徳川家の公式記録である『徳川実紀』では、歴代将軍の死去について忌日、その亡くなった経緯などを詳しく書いているが、家治については曖昧な書かれ方をしている。『徳川実紀』では忌日を9月8日巳下刻（午前10時頃）としている。ただし、高貴な人の死は1カ月ほど秘されるのが通例（発葬されたのは9月8日・新暦9月29日）である。竹内誠は、田沼意次が病気を理由に屋敷に籠もったのが8月22日、老中辞任を願い出たとする日が8月26日であり、老中を罷免されて雁間詰となったのが8月27日であることから、家治が存命ならば信任している田沼の辞任を認めるはずがなく、この時点で既に死去していたのではないかと推測している。
『徳川実紀』では、忌日の前日である9月7日に、「公方様御勝遊されず候につき、御機嫌伺いのため、明八日四ツ時（午前10時頃）惣出仕の事（家治様の具合が良くないので、御機嫌伺いのため、翌8日午前10時頃に全員登城しなさい）」とあらかじめ大名や旗本に対して触れが出されている点、そして9月8日の惣出仕の際、家治の死去が公式発表されていることから、家治の死をあらかじめ広めるために出された命令であり、家治の死去は9月8日より以前だったと思われる。9月8日の記録にしても、9月6日にいよいよ危篤となり、8日の巳下刻（午前10時頃）に「ついに御疾おもらせたまひ、常の御座所にして薨じたまふ。御齢五十、この日三家を始、群臣等朝より出殿して御けしきうかがひありしが、大老、宿老出でその事を伝ふ（家治様は御病気により、遂に御座所で死去されました。享年50歳でした。同日、御三家をはじめとした家臣団などが朝から登城して事情を伺おうとしました。大老も老中も出てきて、家治様の死去が伝えられました）」とある。
これ以外に家治の忌日は8月20日、8月25日、9月7日などの説がある。9月7日説については、この日に出された惣出仕命令が根拠とされ、竹内は十分な根拠ではないと否定している。
8月20日説については、『翁草』巻109を根拠としたもので、同書には「実は（家治は）八月二十日夜斃御なり」とある。ただし竹内は、同書の著者である神沢杜口は当時京都におり、どうやってこの重大な事実を知り得たのかということを疑問視している。しかも神沢は意次が薦めた医師（日向陶庵・若林敬順）の薬を飲んだ後に家治が危篤に陥ったため、田沼が毒を盛ったのではないかという噂が流れたことや、8月20日にその医師の調薬が退けられた日と書かれていることから符号的に書いており、自身の予想で書いた忌日ではないのかと疑っている。
8月25日説は、『天明巷説』という史料を根拠とする。この史料には家治の死去について、当時の新番士である仙谷次兵衛組大木市左衛門の直話として「八月二十四日の当番の日、江戸城中に詰めていたところ、二十五日の暁に急に城中が騒がしくなり、御医師衆が残らず登城し、世嗣の家斉も西の丸から急ぎ駆け付けた」という記事を載せ、そして大木は「家治は8月25日暁に死去した」と述べている。この説は実を言うと『徳川実紀』の疑わしい書き方で補強されている。『実紀』では8月25日の記事が全く無く、8月26日条に「この暁よりまた重くなやませ給ふよし聞えて、内班の群臣みな上直して家に帰らず」とある。
死因については脚気衝心としている。しかし、『徳川実紀』にその記録は無く、水腫と感冒としている。そもそもその死についても突然だったようで、竹内は心臓あるいは腎臓が衰弱して、それが風邪によりこじれて死に至ったのではないかと推定している。記録によると家治は8月1日の朝会には出座しているので、病気に倒れたとすればそれ以降である。『徳川実紀』では8月15日の朝会惣出仕について、「（家治は）風邪を理由に殿中での謁見を行わず、世嗣の家斉が代わってこれを受けた」としている。さらに同日の記事には江戸城が激しく動揺していたとしており、「これまでは、さばかりの御患とも人々思ひ奉らざりしが、此日外殿に出まさぬと聞えければ、さてこそとて、をしなべおどろきけり、御位につかれしより二十六年の間、朝会の日は、いかなり盛暑・酷寒といへども怠り給はず、外殿に出て群臣の謁見をうけ給ひしが、はじめてかかる御事なりしかば、かろき御ことにもあるまじと、人々申侍りしとぞ（これまで家治様は大した病気ではないとみんな思っていた。しかしこの日、城中に出れないと聞いたので、みんなが驚いた。家治様は将軍になってから26年間、朝会の日は暑くても寒くても出座を怠ったりはせず、常に城中で家臣団の謁見を受けていた。こんなことは初めてのことで、家治様の御病状は軽いことではあるまいと、みんな思って噂した）」とある。
家治の死の直前、田沼による毒殺説がかなり広まった。家治を診察する当初の医師は河野仙寿院だったが、家治の病状は回復しなかった。このため8月15日に奧医師の大八木伝庵に代わった。しかし、8月16日に田沼が町医者の若林敬順と日向陶庵を推薦し、家治が受け入れてこの2人の治療を受けることになった。この2人は8月19日に奥医師に昇格され、それぞれ蔵米200俵を下賜された。しかし同日、若林の調薬を受けた家治は急に病状が悪化したので、8月20日に大八木が再度薬を調合するようになった。そして8月25日に家治は死去したとしている。
家治の最期は尋常なものではなかったようで、『天明巷説』では忌日の翌日である8月26日に「家治の死躰がしきりにふるえだし、吐血夥しく、異常な死にざまだった」としている。『翁草』では「大奥の女中、口々に田沼主殿頭（意次）御上へ毒薬を差上たりと、数千の女中罵る事夥し」と記録している。いずれにしても、家治の死は不可解な状況と政治的な思惑が重なり、暗殺された可能性が拭えないものとなっている。
墓所は東京都台東区上野の寛永寺。

## 評価
幕政は家臣に任せ、趣味に没頭していたが、その趣味の分野では高い能力を示している。そのため、将軍として主体的に権力の行使を行わなかったことについて、ただ単にやる気がなかっただけとする説もある。
一方、「田沼意次を重用した事自体が英断である」として、高く評価する意見もある。意次が大胆な重商主義政策を推進し得たのも家治の後援あってのことであり、前述の通り家治の死によって田沼は失脚する。暗君という評価は田沼に対する悪評価とワンセットのものであり、その田沼に対する評価が大幅に改められようとする現在においても、家治に対する評価はまだまだ過去の暗君説を引き継いでいるのが現状である。
『徳川実紀』における家治の評価は以下のようなものである。
竹内誠はこれについて、田沼意次のことを暗に批判しているとしている。
家治とほぼ同時代の松浦静山が著した『甲子夜話』には、以下のようにある。

## 人物・逸話
- 祖父・吉宗から特に寵愛された孫であった[15]。吉宗は家治に期待を寄せ、自ら帝王学や武術などを教え込んだという。さらに家治に付けた小姓などにも自ら養育を施し、後継者体制を万全なものにしたという。
- 学芸の才能に恵まれ、書画を得意としたという。
- 将棋を趣味としていた。七段を允許されている。
  - 棋譜が残っており、関西将棋会館にあった将棋博物館のサイトの記述では「周囲が若干緩めて対局している風が棋譜から感じられ、正直実力七段は疑問ではあるが、 非常に筋の良い軽い棋風で現在のアマ高段の力は十分にある」と評価されている[16]。
  - 家治は新しい将棋用語を考案し、例えば右上から「いろはにほへとちりぬるを」などと呼んだ。
  - 詰将棋を作成する才能に優れ、図式集『御撰象棊攷格』百番を著している。詰将棋作家としても名高いプロ棋士の二上達也は、家治の指将棋については「所詮は旦那芸」と切り捨てているが、詰将棋については「他の追随を許さぬ名作・好作を残している」と絶賛している[17]。
  - 七国象棋を好んだ。
  - 一方で素行は悪く、対局中に難局の場面で、待ったをして、駒を元に戻したとも伝えられている。
  - 明和4年（1767年）に御城碁を上覧した際、対局に臨む本因坊察元に対し将棋の腕前について尋ねるなど、囲碁棋士にも将棋の話題を振っていた。
- 将軍の起床は6時となっていたが、50歳近くになった家治は早く目を覚ますことが多くなった。そんな時は座敷の中の音を立てないように、行ったり来たりして、6時になるのをひたすら待っていた。厠に行く時も当番の御納戸役を起こさないように抜き足差し足で廊下を歩いたという[注釈 4]。
- 祖父である吉宗のように名君たらんと、常に意識し、食べ物にして変わったものが出ると「これは先々代様も食べられたものか？」と確認するほどだったという。また将軍としての私生活においては、吉宗以上の質素倹約に努め、大奥の経費を吉宗の頃よりさらに3割削減している。また祖父・吉宗と同じく、よく鷹狩りに出かけていたという。
- ある激しい雨の日、家治は一人の近習が空を見上げ溜息をついているのを目にした。別の者にその訳を聞いたところ、「あの者は貧しく、家が朽ちて雨漏りがしており、今頃親が苦心していることを思っているのでしょう」と答えた。更に家治は幾らあれば直せるのかと聞くと、「100両もあれば直せると思います」と答えた。家治は密かに溜息をついていた近習を呼ぶと「孝を尽くせ」と100両を渡したという。
- 徳川将軍家では例外的に愛妻家であった。御台所・五十宮との間に2女を儲けるも（これ自体が異例）、男子を得る事ができなかった。近臣が側室を薦めてもなかなか選ばず、遂に田沼意次の薦めで側室を選ぶ代わりに田沼も側室をもつことを条件にした。家基の出生後は家基を五十宮のもとで養育させた。また側室2人がそれぞれ男児を産んだ後はお役御免かのように通わなくなった。
- 東インド会社オランダ商館長（カピタン）イサーク・ティチングは家治に謁見した。
- 大樹寺に納められている位牌が、将軍の身長とほぼ同じ高さであるとする説があり、これによると家治の身長は153センチと推測される。しかし、家重の位牌は151センチで実際の身長が156センチであることから、家治の身長はそれよりも高い158センチとする説もある（大樹寺#歴代将軍位牌を参照）。
- 家治は生前に近親をほとんど失っている。母は家治が12歳の時に若死。父は25歳の時に病死。正室は35歳の時に病死。娘も息子も全て早世という悲運の将軍だった。

## 年譜
- 寛保元年（1741年） - 8月12日：元服し家治を名乗る、従二位権大納言に叙任。
- 宝暦10年（1760年）- 2月4日：右近衛大将を兼帯。9月2日：正二位内大臣に昇進、右近衛大将元の如し、併せて征夷大将軍・源氏長者宣下。
- 安永9年（1780年）- 9月4日：右大臣に昇進、右近衛大将元の如し。
- 天明6年（1786年）- 9月8日：死去。9月22日：贈正一位太政大臣。

## 系譜
- 御台所：五十宮（心観院） - 直仁親王王女
  - 長女：千代姫（1756年 - 1757年）- 華光院
  - 次女：万寿姫（1761年 - 1773年）- 徳川治休婚約者・夭折。乗台院
- 側室：蓮光院 - 津田信成娘
  - 長男：徳川家基（1762年 - 1779年）
- 側室：養蓮院 - 藤井兼矩娘
  - 次男：貞次郎（1762年 - 1763年）
- 養子
  - 徳川家斉 - 第11代将軍・徳川治済長男
  - 種姫（貞恭院） - 徳川宗武娘・徳川治宝室

## 偏諱を受けた者
- 二条治孝（公家）
- 徳川治休（尾張藩第9代藩主徳川宗睦の長男、家治の次女・万寿姫の婚約者、早世）
- 徳川治興（徳川宗睦の次男で治休の弟、早世）
- 徳川治行（徳川宗睦の養子、早世）
- 徳川治貞（紀伊徳川家、家治の義従兄弟（祖父・吉宗から紀伊藩主を継いだ宗直の次男））
- 徳川治宝（徳川治寶、治貞の又甥・養嗣子、正室は家治の養女（宗武の娘））
- 徳川治保（水戸徳川家、二条治孝とは義兄弟）
- 徳川治紀（同上、治保の子）
- 徳川治察（田安治察、家治の従兄弟／宗武の子で松平定信の兄／治宝とは義兄弟）
- 徳川治済（一橋治済、家治の従兄弟で第11代将軍家斉の実父）
- 徳川治国（治済の次男で家斉の弟、正室は二条治孝の娘・隆子（乗蓮院））
- 松平治好（福井松平家、治済の実兄・松平重富の子））
- 松平治郷（不昧、松江藩主）
- 上杉治憲（鷹山）
- 上杉治広（鷹山の養子、鷹山の養父・重定の子）
- 前田治脩
- 池田治恕
- 池田治道（治恕の弟、鳥取藩主）
- 池田治政（岡山藩主）
- 毛利治親（初め治元）
- 蜂須賀治昭
- 黒田治之（一橋治済の実弟で家治の従兄弟、福岡藩黒田氏に養子入り）
- 黒田治高（治之の養嗣子）
- 鍋島治茂
- 細川治年

## 関連作品
映画
- 大江戸風雲絵巻 天の眼（1957年、演：海江田譲二）
- まだら頭巾 剣を抜けば 乱れ白菊（1957年、演：田中敬介）
- 魔の紅蜥蜴（1957年、演：徳大寺伸）
- 影法師捕物帖（1959年、演：天城竜太郎）
- 千代田城炎上（1959年、演：三島雅夫）
- ふたり若獅子（1959年、演：高島新太郎）
- うっちゃり姫君（1961年、演：南条新太郎）
- 鳴門秘帖、鳴門秘帖 完結篇（1961年、演：石井一雄）
- 忍術使いと三人娘（1961年、演：澤村宗之助）
- はやぶさ大名（1961年、演：山村聰）
- エロ将軍と十二人の妾（1967年、演：田中小実昌）
- 続大奥㊙物語（1967年、演：三島雅夫）

テレビドラマ
- 大奥（1968年、関西テレビ、演：小林芳宏）
- 天下御免（1971 - 1972年、NHK、演：渡辺貞男→西沢利明）
- 闇を斬れ（1981年、関西テレビ、演：天知茂）
- 大奥 悪霊の館（1981年、フジテレビ）※史実と違い、家治を産んだのはお幸の方（岩井友見）ではなく、お俊の方（由美かおる）となっている。
- 大奥（1983年、フジテレビ、演：細川俊之）
- 栄花物語（1983年、TBS、演：長谷川哲夫）
- 殿さま風来坊隠れ旅（1994年、テレビ朝日、演：仲谷昇）
- 大江戸風雲伝（1994年、NHK、演：堀内正美）
- 八代将軍吉宗（1995年、NHK大河ドラマ、演：伊勢裕樹→いしいすぐる）
- 大奥「第一部～最凶の女～」/「第二部～悲劇の姉妹～」（2016年、フジテレビ、演：峰蘭太郎）
- 大奥（2023年、NHK、演：高田夏帆）※男女逆転設定
- 大奥（2024年、フジテレビ、演：亀梨和也）
- べらぼう〜蔦重栄華乃夢噺〜（2025年、NHK大河ドラマ、演：眞島秀和）